# Silvia Saint
Silvia Saint, helyenként Sylvia Saint (Kyjov, Hodoníni járás, Csehszlovákia, 1976. február 12. –), polgári nevén Silvie Tomčalová, cseh pornószínésznő.
1996-ban a Penthouse a Pet of the Year címmel tüntette ki. 1997-től 2001-ig körülbelül 262 pornófilmet forgattak vele. 1997-ben debütált a filmiparban. Prágában forgatták vele az első filmjét, ekkor Bradley Raby-val szerepelt. 2001. március 21-én kilépett a pornóiparból és visszaköltözött Prágába, ennek ellenére szerepelt leszbikus előadásokban. Gyermeke született.

## Díjak
- 1997: People’s Choice Adult Award „Best Newcomer”
- 1997: AVN Award
- 1998: Penthouse „Pet of the Month”
- 2000: Hot d’Or „Best Teased Performance”
- 2000: Hot d’Or „Best European Supporting Actress”
- 2005: FICEB05 (Festival de Cinema Eròtic de Barcelona) „Ninfa from the public” a legjobb színésznőnek.